# Avon (kozmetikai cég)
Az Avon (Avon Products, Inc.) egy amerikai vállalat, a világ legismertebb kozmetikai vállalatainak egyike. Mint multi-level marketing rendszerben értékesítő cég, az Amway versenytársa. (Ügynökei főleg nők; őket hivatalosan "tanácsadóknak" nevezik.)
Termékei online, katalógus formában és üzletekben is megtalálhatók.
2019. május 23-án bejelentették, hogy a brazil  Natura & Co  cég felvásárolja az Avon Products céget - ezzel létrejön a világ 4. legnagyobb szépségipari vállalatcsoportja. Az Avon és a Natura cégek több mint 6,3 millió tanácsadóval, világszerte 3200 üzlettel rendelkeznek. Az egyesített csoport éves bruttó árbevétele - várhatóan - meghaladja a 10 milliárd dollárt, és mintegy 40 ezer alkalmazottjával a világ több mint 100 országában lesz jelen.

## Története

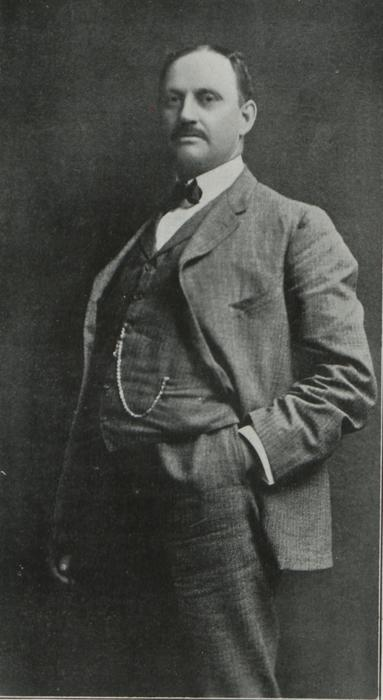
Az alapító, David McConnell, 1905

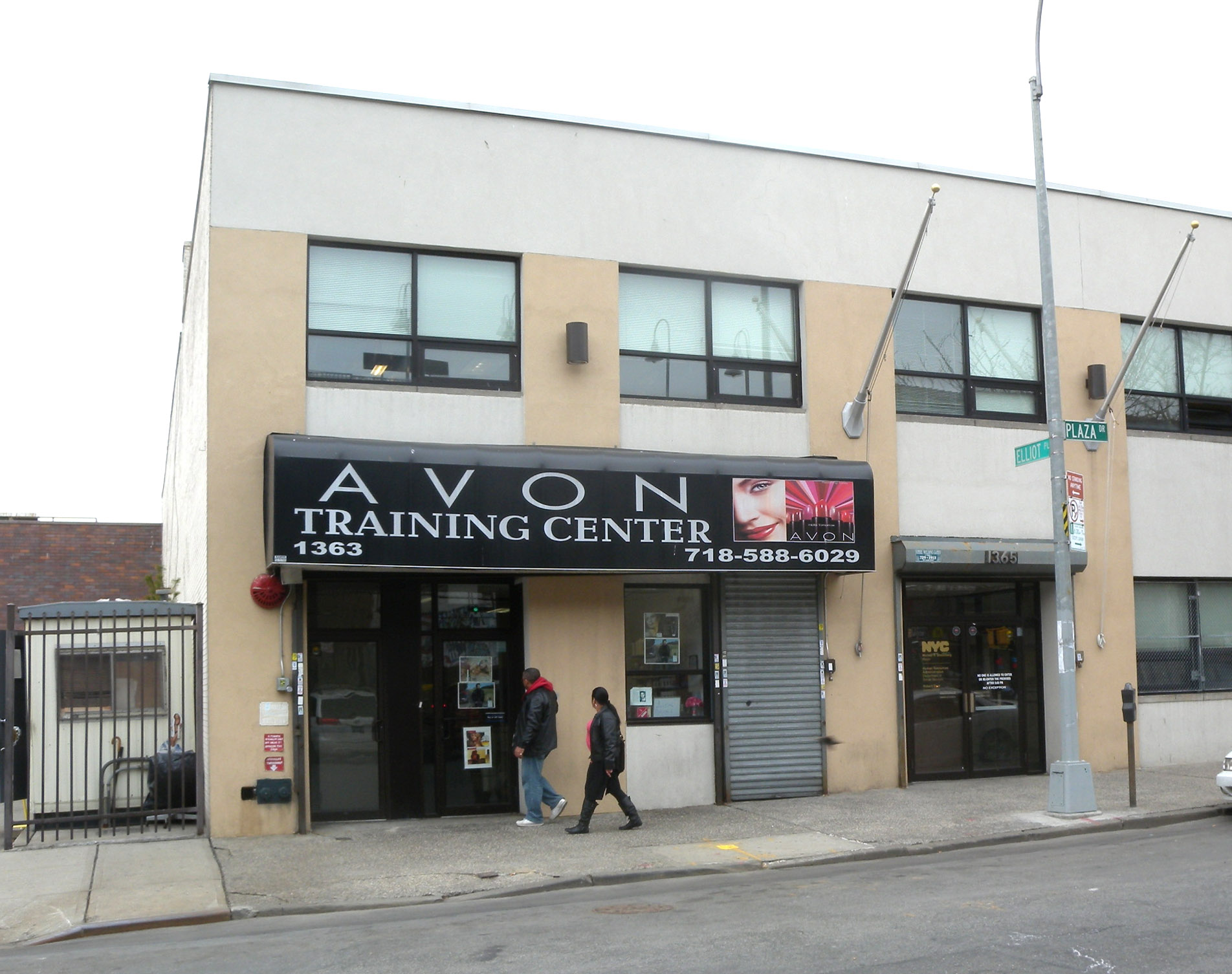
Avon Oktatási Központ Bronxban

Az alapító, David H. McConell eredetileg utazó könyvkereskedő volt és illatminták ajándékozásával szerette volna népszerűsíteni könyveit, de rájött, hogy a parfümök sikeresebbek, mint a könyvek. 1886-ban, 28 éves korában New Yorkban California Perfume néven megalapította vállalkozását. Később tanácsadónőket alkalmazott, akik házhoz szállították a megrendelt termékeket és hasznos tippekkel szolgáltak az embereknek. 1939-ben Shakespeare szülővárosa után nevet változtatott: Avon Products Incorporated. A vállalat folyamatosan növekedett, 1948-ban pedig már 1200 részvényese volt. Világhódító útját Amerikából kilépve Ausztráliában, majd Európában folytatta. 1979-ben 3 milliárd dolláros forgalma volt és egymillió "tanácsadónőnek" nevezett értékesítési ügynök forgalmazta termékeit. 1993-ban hozták létre az elnöki irodát, amely a leányvállalatokkal és a globális szintű stratégiákkal foglalkozik. 

### A magyarországi leányvállalat
Az Avon Cosmetics Hungary 1990 óta működik. 2004-ben már több, mint 70.000 tanácsadónőt foglalkoztatott.

## Kronológia
| 1886: | David H. McConnell megalapítja a California Perfume Company-t, az AVON ősét. |
|       | Első Tanácsadónő: Mrs P.F.E. Albee. |
|       | Első termék: Little Dot Parfümsorozat. |
| 1896: | Első katalógus kiadása (csak szöveget tartalmazott). |
| 1897: | Első laboratórium megnyitása Suffern-ben. |
| 1905: | Első nyomtatott hirdetés megjelenése a Good Hosekeeping című magazinban. |
|       | Első színes katalógus nyomtatása (októberben). |
| 1914: | Első nemzetközi iroda megnyitása: Montrealban. A gyártás 1915-ben kezdődik. |
| 1920: | Első alkalommal haladja meg az értékesítés az 1 millió dollárt. |
| 1931: | A vállalat 11 terméke részesült a Good Housekeeping magazin díjában, s kapta meg a magazin pecsétjét. |
| 1939: | A California Perfume Company-t AVON-ra keresztelik át. |
| 1950: | Első termékminta gyártása (To a wild rose parfüm). |
| 1953: | Első televíziós reklámhirdetés. |
| 1964: | Az AVON bejegyzésre került a new york-i tőzsdén. |
| 1972: | A termékeladások értéke első alkalommal érte el az 1 milliárd dollárt. |
| 1986: | 100 éves az AVON. |
| 1987: | Első spanyol nyelvű AVON tévéreklám sugárzása (októberben). |
| 1989: | Az AVON a világon az elsők között jelenti be és kötelezi magát arra, hogy termékeit nem teszteli állatokon. |
| 1990: | Az AVON megnyitja magyarországi irodáját. |
| 1991: | Az AVON a kozmetikai vállalatok közül elsőként alkalmazza az AHA technológiát a bőrfeszesítő krémek előállítása során. |
| 1993: | Az AVON az Egyesült Államokban elindítja első mellrák ellenes programját, melynek keretében „remény szalagja” termékek értékesítésével gyűjtöttek adományt. A programban több mint 500.000 amerikai Tanácsadónő vett részt.                                  |
| 1996: | Az Atlantai Olimpiai Játékok hivatalos szponzora az AVON. |
| 1998: | Megrendezésre kerül az első AVON mellrák ellenes gyaloglás rendezvény, adomány gyűjtés céljából. |
| 1999: | Az AVON a világon elsőként nevez ki nőt ügyvezetői igazgatói posztra, Andrea Jung személyében. |
| 2004: | Salma Hayek az AVON szóvivője. |
| 2005: | 15 éves jelenlétét ünnepli Magyarországon az AVON. |
| 2006: | Az amerikai Jillian Dempsey az AVON nemzetközi sminkmestere lett. |
| 2007: | Christian Lacroix az AVON-nal együttműködést kötött egy női és egy férfi illat megalkotására. Zsédenyi Adrienn (Zséda) énekesnő a magyarországi Avon háziasszonya lett. Reese Witherspoon az AVON globális nagykövete és néhány termékének reklámarca.       |
| 2008: | A magyarországi AVON Kovács Katalint, többszörös Európa-, világbajnok és olimpia bajnok kajakozót választotta a Solutions testápolási termékcsalád arcának. Patrick Dempsey, a Grace Klinika Dr. Derek Shepherd-je a vállalat egyik új férfi illatának arca. |

Négy üzlet van Magyarországon: Pécsen, Baján, Gödöllőn és Szegeden.